# ۱۱۷۸ (میلادی)
۱۱۷۸ (میلادی) هزار و صد و هفتاد و هشتمین سال تقویم میلادی است.

## درگذشتگان
‎